# 帕西基夫卡 (列舍季利夫卡區)
49°25′57″N 34°3′57″E / 49.43250°N 34.06583°E
帕西基夫卡（羅馬化：Paskivka）是烏克蘭中部的村莊，隸屬波爾塔瓦州的波爾塔瓦區。該村距離米科拉伊夫卡和亞岑基1.5公里，海拔高度121米，2001年人口18。